# Lissonota jacobi
Lissonota jacobi är en stekelart som först beskrevs av Walley 1942.  Lissonota jacobi ingår i släktet Lissonota och familjen brokparasitsteklar. Inga underarter finns listade i Catalogue of Life.